# Бервил на Сени
Бервил на Сени (фр. Berville-sur-Seine) је насеље и општина у северној Француској у региону Горња Нормандија, у департману Приморска Сена која припада префектури Руан.
По подацима из 2011. године у општини је живело 552 становника, а густина насељености је износила 78,74 становника/km². Општина се простире на површини од 7,01 km². Налази се на средњој надморској висини од 5 метара (максималној 24 m, а минималној 1 m).

## Демографија
| 1962. | 1968. | 1975. | 1982. | 1990. | 1999. | 2011. |
| ----- | ----- | ----- | ----- | ----- | ----- | ----- |
| 255   | 277   | 305   | 486   | 478   | 552   | 552   |

График промене броја становника у току последњих година